# Camille Darsières
Camille Darsières, de son vrai nom Camille Appoline-Darsières, né le 19 mai 1932 à Fort-de-France (Martinique) et mort dans la même ville le 14 décembre 2006, est un avocat et homme politique martiniquais, partisan de l'autonomie. Il assume les responsabilités de président du conseil régional de 1983 à 1988, pendant les mandats d'Aimé Césaire, avant de le devenir lui-même jusqu'en 1992, Il est député de la Martinique de 1993 à 2002.

## Origines
Né dans une famille de la bourgeoisie foyalaise, sa mère, Renée Daniel, est bijoutière et son père, Louis Appoline-Darsières, est inspecteur des contributions à Fort-de-France. Cadet d'une famille de trois enfants, son frère aîné Maurice Darsières est Docteur en chirurgie dentaire à Paris (7e) et sa sœur Simone Darsières meurt à treize ans à la suite d'une maladie. Ce décès marquera Camille Darsières fortement.
Il épouse en premières noces Julotte Sylvestre dont il n'a pas d'enfant, puis en secondes noces, Henrie Wiltord avec qui il a deux fils, Olivier et Youri. En troisièmes noces, Camille Darsières épouse Jeannie Pied, avec qui il n'a pas d'enfant, mais qui partage avec lui sa passion de la politique et l'accompagne jusqu'à la mort. Son fils Olivier meurt un an avant lui, de maladie.

## Formation universitaire et profession
Il effectue ses études supérieures à l’université de Toulouse. Titulaire d'un doctorat en droit, à son retour dans son île natale, il s'inscrit comme avocat au barreau de Fort-de-France. Il est également ancien bâtonnier de l'Ordre des avocats de la Martinique et président du conseil d'administration du Centre Hospitalier Universitaire de Fort-de-France.

## Parcours politique
Camille Darsières s'engage en politique en 1959 et adhère au Parti progressiste martiniquais (PPM) parti fondé par Aimé Césaire et en devient Secrétaire général de 1970 à 1999.
- Conseiller général du 6e canton de Fort-de-France de 1961 à 1992.
- Conseiller municipal de Fort-de-France de 1965 à 2001 et 2e adjoint au maire.
- Conseiller régional de 1983 à 2004.
- Premier vice-président du conseil régional de la Martinique de 1983 à 1986.
- Président du conseil régional de la Martinique de 1988[1] à 1992.
- Député de la 3e troisième circonscription de la Martinique de 1993 à 2002.

## Partisan de l'autonomie martiniquaise
Camille Darsières est l'auteur d'un essai politique intitulé  Des origines de la nation martiniquaise  publié en 1974, dans lequel il développe une argumentation tendant à prouver l'existence d'une 'nation martiniquaise' :
Que nous soyons Martiniquais nous paraît d'évidence… Martiniquais nous le sommes par la géographie… Martiniquais nous le sommes par l'Histoire… Martiniquais nous le sommes par les composantes de notre peuple… Martiniquais nous le sommes parce que nos intérêts économiques sont distincts des intérêts économiques de la France… Martiniquais nous le sommes jusque dans ce parler Créole… Et tous ces facteurs divers ont, nécessairement, forgé une culture qui, pour être fortement influencée par la culture européenne, culture imposée, enseignée, vulgarisée officiellement, n'en est pas moins une culture originale, dans laquelle entrent aussi des composantes africaines et indiennes… En vérité que nous manque-t-il, dès lors, pour être la « nation martiniquaise » ? Rien, absolument rien. Si ce n'est de cesser d'avoir peur des mots.
S'il est une donnée, à mon sens insusceptible de discussion sérieuse, c'est bien que « le peuple martiniquais forme une nation »…En sorte notre chance, à nous Martiniquais, c'est de n'être tout à fait, ni de culture européenne, ni de culture africaine, ni de culture indienne, mais d'une culture qui résulte d'un mixage de plusieurs, chacune, de façon délibérée ou inconsciente, reçue et digérée à notre manière… Pour tout dire : nous ne sommes pas, ou ne sommes plus, un peu de ceci, un peu de cela, un peu de cet autre encore… Nous sommes des êtres nouveaux, des Martiniquais, vivant, que l'État français le conçoive ou pas, dans un ensemble français plurinational… Il n'est pas question de revendiquer, par ce biais l'indépendance de notre pays qui livrerait notre peuple, nu, table rase de tout acquis, sans la moindre protection ni le moindre atout, à un néo-colonialisme d'autant plus tenace que nous l'aurions, objectivement, mis en place, sans possibilité d'un retour en arrière. C'est d'une région Martinique autonome, dans une France décentralisée qu'il est question, d'une nation martiniquaise se développant librement dans une France fédérée plurinationale.
S’inquiétant du « génocide par substitution » dont parlait déjà Aimé Césaire en 1975, Camille Darsières déclare le 5 mars 1979 à la réunion d'ouverture des élections cantonales à la mairie de Fort-de-France : « Amis Européens, auscultez donc mon peuple, prenez son pouls. Il s’en va. Alors pliez bagage, tout doucement. Et puis retirez-vous… Allez dire aux travailleurs de France qu’il n’est pas de bras auxquels nous sommes davantage portés à tendre les nôtres que les bras des travailleurs. Oui, mais après que nous, Martiniquais, aurons mis de l’ordre dans notre patrie martiniquaise et que nous aurons garanti du travail sur place aux Martiniquais. Alors, séparons-nous en frères, quand il en est encore temps. »

## Ses œuvres
Camille Darsières, passionné par l'Histoire de son pays, est l'auteur de :
- Des origines de la nation martiniquaise, éditions Désormeaux, 1974.
- Joseph Lagrosillière, socialiste colonial, biographie en 3 tomes, éditions Désormeaux, 1999 - Tome 1 : Les années pures, 1872-1919, Tome 2 : Les années dures, 1920-1931, Tome 3 : La remontée, 1932-1950.
- Écrits Politiques.

Il écrit également de nombreux articles dans Le Progressiste dont il est le rédacteur en chef pendant plusieurs années.

## Sources
- Joseph Lagrosillière, socialiste colonial - tome 2 - postface
- Des origines de la nation martiniquaise publié en 1974 par Camille Darsières. Éditions Désormeaux

Un livre lui est consacré : Hommage à un grand martiniquais, Camille Darsières écrit par Édouard de Lépine, K. Éditions, février 2009